# Francine Allard
Pour les articles homonymes, voir Allard.
Francine Allard est une poétesse, romancière, artiste peintre et potière québécoise née à Verdun (aujourd'hui faisant partie de Montréal) le 16 octobre 1949. Elle a contribué à la démocratisation de la littérature jeunesse au Québec.

## Biographie
Née le 16 octobre 1949 à Verdun, Francine Allard fait des études de philosophie à l'Université du Québec à Montréal, puis s'inscrit ensuite à l'Institut pédagogique Marguerite Bourgeoys où elle choisit de devenir enseignante.
Elle s'inscrit également au Conservatoire de musique et d'art dramatique en chant classique où elle étudiera le solfège, le théâtre, la pose de voix et les techniques de chant.
Elle a une démarche en tant qu'artiste peintre. Elle fait notamment de l'aquarelle et de la poterie.

### Carrière littéraire
Elle contribue fortement à la popularisation de la littérature jeunesse. À partir de 1994, elle signe un grand nombre de romans jeunesse. Elle instaurera notamment le Prix Cécile-Gagnon dans le but d'encourager la relève et de promouvoir la littérature jeunesse.
Vers l'âge de 40 ans, Francine Allard amorce une démarche d'écriture en produisant un texte humoristique pour son amie et autrice Claudine Thibaudeau. Lors de la lecture de ce texte, Alain Stanké, qui y était présent, remarque le talent de l'autrice et lui offre un contrat. C'est en écrivant son premier essai Défense et illustration de la toutoune québécoise, paru en 1991, que Francine Allard met un pied dans la carrière littéraire.
Dans une entrevue de la revue Québec français, elle avoue avoir comme fortes influences Gaétan Soucy, Hélène Dorion, Denise Desautels, Christiane Duchesne, Ann Lamontagne, ainsi que Romain Gary et Honoré de Balzac dans un corpus français.
Elle a été secrétaire-trésorière de l'Union des écrivaines et écrivains québécois et présidente de l'Association des écrivains pour la jeunesse. Elle fonde également le cercle littéraire des Basses-Laurentides et le premier Salon du livre en centre commercial à Saint-Eustache avec son ami Alain Stanké. En 1992 et e 1993, elle dirige les prix Pierre-Tisseyre adulte et jeunesse, puis le premier Festival international du livre mangeable en 2006.
En tant qu'interprète, elle a offert en 2006 un récital de poésie (textes de Rina Lasnier, Marie Uguay, Anne Hébert, Gaston Miron et Jacques Ferron) à la Basilique-cathédrale Marie-Reine-du-Monde de Montréal, accompagnée par la titulaire des grandes orgues Hélène Dugal. Depuis, elle propose un spectacle lecture-musique intitulé Je murmure à ton oreille, seul du genre offert aux enfants du Québec. Elle offre également une mise en lecture intitulée Les Poètes québécois de A à Z.
Elle signe également des articles dans une dizaine de collectifs et magazines littéraires, dont Ellipse, Alibis, The Canadian Journal of Poetry and Critical Writing, Brèves, Moebius, Lettres (Paris), Coup de pouce et la revue Art le Sabord.
Elle reçoit une bourse du Conseil des arts du Canada en 2008 et une bourse de déplacement du CALQ pour une tournée en Bourgogne et au Salon du livre de Paris en mars 2011,.

## Œuvres

### Romans

#### Trilogie romanesqueLa Couturière
- Les Aiguilles du temps, Trois-Pistoles, Éditions Trois-Pistoles, 2008, 312 p. (ISBN 9782895831860)
- La Vengeance de la veuve noire, Trois-Pistoles, Éditions Trois-Pistoles, 2009, 432 p. (ISBN 9782895831860)
- La Persistance du romarin, Trois-Pistoles, Éditions Trois-Pistoles, 2010, 400 p. (ISBN 9782895832263)

#### Diptyque romanesqueDe l’eau sur le papier
- L’Heure bleue, Trois-Pistoles, Éditions Trois-Pistoles, 2011, 448 p. (ISBN 9782895832508)
- L’Enfer de Diderot, Trois-Pistoles, Éditions Trois-Pistoles, 2013, 408 p. (ISBN 9782895832690)

#### SérieClinique Valrose
- Clinique Valrose T.01, Le rêve de Fabienne, Montréal, Éditions La Semaine, 2014, 272 p. (ISBN 2897031662)
- Clinique Valrose T.02, L'enfant tel un jouet brisé, Montréal, Éditions La Semaine, 2014, 272 p. (ISBN 9782897032081)
- Clinique Valrose T.03, L'autre versant de la vie, Montréal, Éditions La Semaine, 2015, 232 p. (ISBN 9782897032883)
- Clinique Valrose T.04, Le désespoir de Mathieu, Montréal, Éditions La Semaine, 2015, 224 p. (ISBN 9782897033224)
- Clinique Valrose T.05, Mélissa, gros chagin, Montréal, Éditions La Semaine, 2016, 272 p. (ISBN 9782897033828)

#### Autres romans
- Ma belle pitoune en or, Montréal, Éditions Alain Stanké, 1993, 269 p. (ISBN 2760404412)
- La Couleuvre, Montréal, Édition Alain Stanké, 1995, 247 p. (ISBN 9782760404977)
- Les Mains si blanches de Pye Chang : roman, Montréal, Triptyque, 2000, 156 p. (ISBN 9782890313880)
- J’ai tué Freud et il m'en veut encore, Québec, Éditions Marcel Broquet, 2009 (ISBN 9782923715865)
- La Maison dans face, Montréal, Éditions La Semaine, 2015, 300 p. (ISBN 9782897032548)
- La Mascotte, Québec, Éditions Crescendo, 2021, 238 p. (ISBN 9782898310218)

### Littérature d'enfance et de jeunesse

#### SérieTante Imelda
- Les Terrifiantes Croustilles de tante Imelda, Laval, Éditions HWR, 1994, 216 p. (ISBN 9780039269265)
- Le Congrès mondial des gens bizarres, Saint-Laurent, Éditions Pierre Tisseyre, 1996, 134 p. (ISBN 2890516636)
- La Baronne de la Longue Aiguille, Saint-Laurent, Éditions Pierre Tisseyre, 1997, 136 p. (ISBN 2890516644)
- L'Inoubliable Scandale du Salon du livre, Saint-Laurent, Éditions Pierre Tisseyre, 1998, 112 p. (ISBN 2890516989)
- Le Rescapé de l’archipel des Dragons éteints, Saint-Laurent, Éditions Pierre Tisseyre, 1999, 116 p. (ISBN 2890516954)
- Espadrilla Ribocque et l'anneau de Bérénice, Saint-Laurent, Éditions Pierre Tisseyre, 2000, 125 p. (ISBN 2890517667)
- L'Obscur Pouvoir de la Malinche, Saint-Laurent, Éditions Pierre Tisseyre, 2001, 136 p. (ISBN 2890518124)

#### Autres romans jeunesse
- Le Terrible Héritage de Constance Morneau, Laval, Éditions HWR, 195, 119 p. (ISBN 0039269728)
- Le Mal mystérieux de la salamandre à quatre orteils, Laval, Éditions HRW, 1995, 116 p. (ISBN 003926937X)
- Les Prisonniers de l'autre monde, Laval, Éditions HRW, 1995, 17 p. (ISBN 0039269698)
- L'Étrange Coffre-fort d'Oscar W. Dunlop, Laval, Éditions HRW, 1995, 16 p. (ISBN 003926971X)
- Cauchemar sous la lune, Laval, Éditions HRW, 1996, 17 p. (ISBN 0039275965)
- Le Dernier Vol de l'engoulevent, Laval, Éditions HRW, 1996, 120 p. (ISBN 0039275884)
- Vénus en autobus, Laval, Éditions HRW, 1997, 17 p. (ISBN 0039277526)
- Jupiter en hélicoptère, Laval, Éditions HRW, 1997, 17 p. (ISBN 0039277550)
- David au pays de Mario le grimpeur, Laval, Éditions HRW, 1997, 17 p. (ISBN 0039277569)
- Valérien, le petit ogre végétarien, Laval, Éditions HRW, 1997, 40 p. (ISBN 003927697X)
- Philippe et son inséparable Dorgé, Laval, Éditions HRW, 1997, 40 p. (ISBN 0039276910)
- Le Pays des noms à coucher dehors, Saint-Laurent, Éditions Pierre Tisseyre, 1998, 61 p. (ISBN 2890516741)
- La Dernière Course de Mado Bélanger, Montréal, Québec Amérique, 1998, 125 p. (ISBN 2890379728)
- Amitié, dites-vous ?, Hull, Vents d'ouest, 1998, 109 p. (ISBN 2921603837)
- Deux petits ours au milieu de la tornade, Hull, Vents d'Ouest, 1999, 167 p. (ISBN 2921603993)
- Mon père ce salaud !, Hull, Vents d'Ouest, 2001, 182 p. (ISBN 2895370192)
- Mémère Poussière et M. Bardoux, Montréal, éditions Alain Stanké, 2001, 88 p. (ISBN 2895580480)
- Le Cri du silence, Hull, Vents d'Ouest, 2003, 149 p. (ISBN 2895370567)
- L’Univers secret de Willie Flibot, Montréal, HMH Hurtubise, 2005, 209 p. (ISBN 2894286945)
- Mon royaume pour un biscuit, Montréal, HMH Hurtubise, 2005, 152 p. (ISBN 9782894287668)
- Ambroise bric-à-brac, Laval, Éditions Trois, 2004, 81 p. (ISBN 289516066X)
- Une fleur entre deux pierres, Saint-Sauveur, Éditions Marcel Broquet, 2009, 160 p. (ISBN 2923715152)
- L’Heureux Destin des fous, Saint-Sauveur, Éditions Marcel Broquet, 2011, 254 p. (ISBN 9782923860190)
- Les Fantômes de monsieur Jacques : Le chapiteau du diable, Montréal, Éditions La Semaine, 2014, 200 p. (ISBN 2897032901)

### Poésie
- Vocalises sur un sanglot : récit poétique, Laval, Éditions Trois, 2003, 80 p. (ISBN 2895160465)
- Au bout du quai, Trois-Pistoles, Éditions Trois-Pistoles, 2008, 79 p. (ISBN 9782895831723)
- Quelle mouche te pique ?, Trois-Rivières, Éditions d'art Le Sabord, 2010, 58 p. (ISBN 9782922685763)
- L'Âme inconsciente du pétoncle : poésie à saisir sur feu vif, Trois-Rivières, Éditions d'art Le Sabord, 2012, 92 p. (ISBN 9782922685909)

### Essais
- Défense et illustration de la toutoune québécoise, Montréal, Éditions Alain Stanké, 1991, 125 p. (ISBN 2760403890)
- Trente lettres pour un oui (ouvrage collectif), Montréal, Éditions Alain Stanké, 1995, 170 p. (ISBN 2760404986)
- Écrire pour faire damner mon père, Trois-Pistoles, Éditions Trois-Pistoles, 2011, 185 p. (ISBN 9782895832485)

### Autres
- C'est pas toujours drôle, Montréal, Éditions nouvelles, 1998, 116 p. (ISBN 2921696452)
- Conte de Noël (CD), Coffragants, 2005
- Cabrioles et Ritournelles (livre CD), Montréal, Planète rebelle, 2012, 24 p. (ISBN 9782923735375)

### Ouvrages collectifs
- Francine Allard et Angèle Delaunois, Baby-boom blues, Montréal, Éditions Alain Stanké, 1997, 220 p. (ISBN 2760405648)
- Francine Allard et Claude Jasmin, Nterdit d'ennuyer, Montréal, Triptyque, 2005, 185 p. (ISBN 2890315126)

## Prix et honneurs
- 1999 : Finaliste au prix du livre M. Christie (Deux petits ours au milieu de la tornade)[6]
- 2001 : Présidente d'honneur du Salon du livre de l'Outaouais[7]
- 2001 : Présidente d'honneur du Salon du livre de la Montérégie
- 2004 : 3e place au palmarès des livres préférés des jeunes de Communication-Jeunesse (Le Cri du silence)
- 2016 : Prix du livre le plus populaire des Grands Prix de la culture des Laurentides (La maison d'en face)[8]